# Cassie (álbum)
Cassie es el primer y único álbum de estudio además del primer álbum homónimo de la cantante estadounidense Cassie, publicado el 8 de agosto de 2006, por NextSelection Life Group, Bad Boy Records, y Atlantic Records. Cassie fue descubierta por el productor discográfico Ryan Leslie, que la ayudó a grabar cintas demo. Después de que Cassie fichara por Diddy, fundador de Bad Boy Records, siguió trabajando con Leslie, que produjo todo el álbum. Musicalmente, Cassie es un álbum de R&B y pop con influencias de hip hop, que contiene «inquietantes patrones de sintetizador» y «melodías de camión de helados que le dan un toque ligeramente retorcido y amenazador», así como «un jugueteo frívolo».
El álbum fue bien recibido por la crítica y alabado por su producción. Además de ser calificado de «confección», suscitó comparaciones con Janet Jackson. Debutó en el número cuatro de la lista estadounidense Billboard 200 con unas ventas en la primera semana de 100.374 copias, permaneciendo en la lista durante trece semanas. En enero de 2010, el álbum había vendido 650.000 copias en todo el mundo. Cassie recibió una reedición en disco de vinilo nueve años después de su lanzamiento original, reafirmando su seguimiento de culto e influencia en ciertos círculos según los críticos musicales.
«Me & U» se publicó como sencillo principal del álbum el 16 de mayo de 2006. Alcanzó el número tres en la lista estadounidense Billboard Hot 100 y llegó al top veinte en otros diez países. «Long Way 2 Go» se publicó como segundo y último sencillo del álbum en septiembre de 2006. No funcionó tan bien como «Me & U» en Estados Unidos, alcanzando únicamente el número noventa y siete en el Hot 100, pero tuvo más éxito internacionalmente, situándose entre los cuarenta primeros puestos de varios países, incluido el número doce en el Reino Unido.

## Antecedentes
A los catorce años, Cassie empezó a trabajar como modelo, y a los dieciséis ya lo hacía para grandes almacenes locales, el catálogo de moda Delia's y Seventeen. También apareció brevemente en el vídeo musical del tema «Just a Friend 2002» del cantante de R&B Mario.  Animada por el productor Rockwilder, Cassie tomó clases de canto, además de utilizar el programa de artes escénicas de su escuela, cursando ballet moderno.  Terminó el instituto en 2004 y, en lugar de ir a la universidad como sus compañeros, Cassie se mudó a Nueva York, donde volvió a trabajar como modelo y a tomar clases en el Broadway Dance Center.  Durante su estancia en Nueva York, Cassie empezó a trabajar como modelo para medios impresos y comerciales representada por Wilhelmina Models.

## Desarrollo

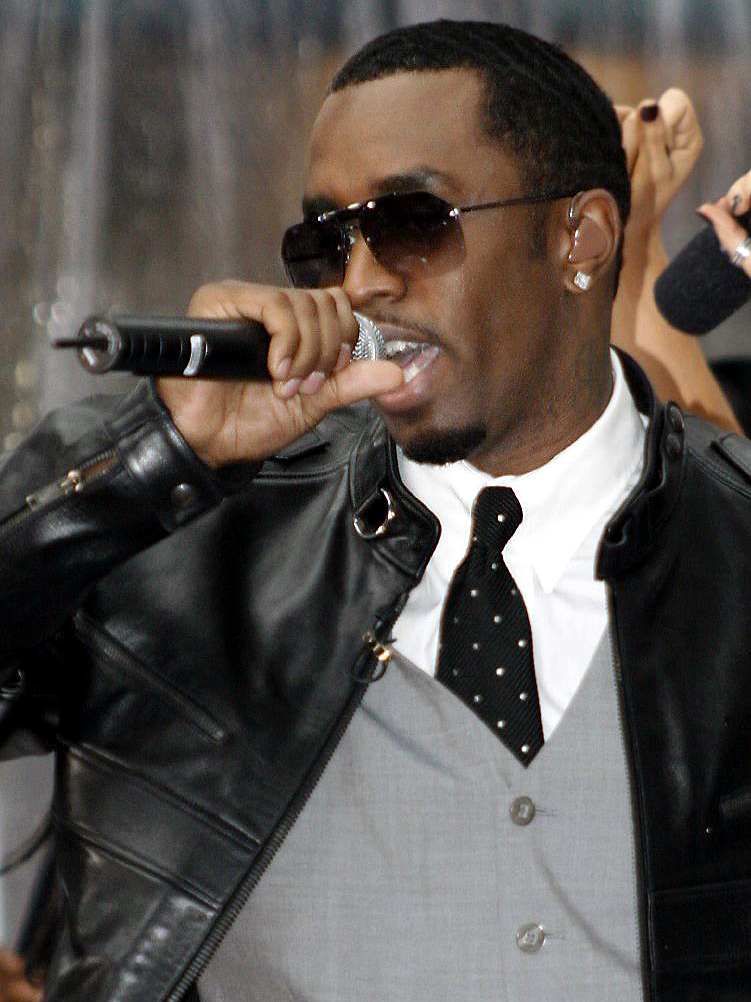
Diddy, fundador de Bad Boy Records, fichó a Cassie para su sello discográfico.

A finales de 2004, Ryan Leslie empezó a ver a Cassie en discotecas y fiestas. El maquillador de Diddy, que había trabajado con ella en una sesión de fotos para modelos, les presentó y, en febrero de 2005, los dos escribieron a dúo el tema «Kiss Me», porque su madre le pidió a Cassie que grabara una canción como regalo de cumpleaños. Después de grabar el tema, Leslie se lo presentó al ejecutivo musical Tommy Mottola. Mottola ofreció a Cassie un contrato de management, y Leslie la fichó para NextSelection Lifestyle Group, su empresa de medios musicales fundada con su socio de marketing en línea Rasheed Richmond. Leslie escribió y produjo el primer sencillo de Cassie, «Me & U», en 2005. Ese mismo año, crearon una página en MySpace, donde subieron la canción, que pronto se viralizo y se convirtió en un éxito en los clubs en Alemania, creando un frenesí de ofertas de discográficas. Mientras tanto, Diddy escuchó «Me & U» en un club, y Leslie le convenció para asociar su Bad Boy Records con el sello NextSelection de Leslie para el lanzamiento del álbum debut de Cassie. «Creo que fue una de las únicas canciones que no hicimos orgánicamente; literalmente llegamos y escribimos desde cero [...] Me encanta cómo se siente el tono de la canción. No es demasiado. Es muy sencilla y nadie tiene nada parecido», dijo sobre su sencillo debut.
Leslie produjo entonces todo su álbum, que es una mezcla de pop y R&B. Cassie describió su sonido como «suave, relajado y con el que es fácil identificarse. Este álbum representa lo que siempre he querido hacer« Dijo en otra entrevista: «Hago rap, canto, hago mi R&B, hago mis canciones lentas y cosas que a las chicas les encantarán, tengo un conjunto down South, tengo una canción rock que hice con mis chicas-esta banda llamada Pretty Boys. [Tiene algo de funk, cosas viejas, es muy divertida». Rindió homenaje a su cultura filipina incorporando sonidos de Música original de Filipinas en algunas de las baladas. Al describir el proceso de trabajo con Leslie, declaró: «Hablaré de situaciones por las que estaba pasando en ese momento y hablaremos de eso y viene directamente del corazón, es por eso que funciona bien entre nosotros», continuando con su aportación a la composición de canciones: «Sólo estaba siguiendo la corriente tratando de captar el ambiente. Estoy empezando a meterme en ello y me emociona escribir».  Cassie también mencionó que «Not with You» era una de sus canciones favoritas, «Es lenta, es simple, y llegas a escucharme de verdad en contraposición a todos los sintetizadores y todo lo que hay de fondo», y comparó el segundo sencillo, «Long Way 2 Go», con el ambiente de Vanity 6.  «Espero demostrar que puedo hacer un amplio abanico de cosas», y concluyó: «Todo el álbum vuelve realmente a las canciones de amor».

## Lanzamiento y promoción
El álbum fue lanzado el 8 de agosto de 2006. Cassie hizo apariciones en televisión en MTV, TRL, BET y 106 & Park para apoyar el álbum en su semana de lanzamiento.  Sus primeras actuaciones televisadas se describieron como «rocosas» y «poco estelares», pero Diddy dijo que se debía a su inexperiencia, continuando que estaría «con ella en su desarrollo», y no tiene «ninguna duda sobre su capacidad [para cantar]». Cassie añadió más tarde: «No creo que debiera haber hecho esos conciertos. Pero no sabía que tenía elección. Me sentaba en los ensayos y cantaba canciones completas a capella. No era Beyoncé, pero no la cagaba. Entonces salí ahí fuera y me dije: Dios mío, millones de personas me están viendo ahora mismo. Tengo miedo escénico».

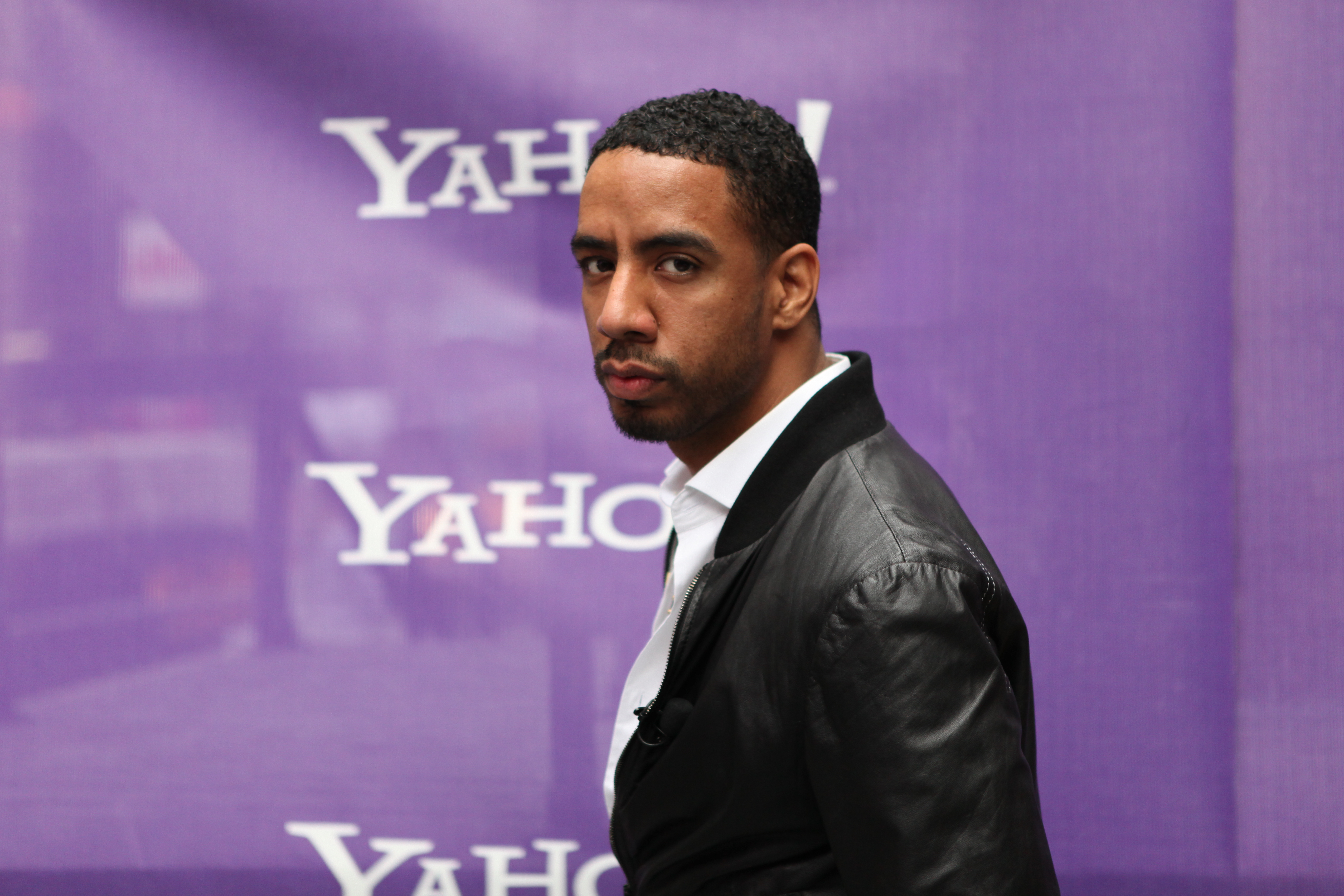
Ryan Leslie escribió y produjo el primer sencillo «Me & U», así como el resto del álbum.

El 9 de agosto de 2006, celebró una fiesta de presentación del álbum, organizada por Danny A y Ryan Leslie en el Marquee de Nueva York. Ese mismo mes, Cassie participó en la presentación anual de Warner Music Japan en la convención Heatseekers de Tokio. El 7 de septiembre de 2006, actuó en el National Football League Kickoff presentado por la National Football League y NBC en Miami Beach.

## Sencillos
«Me & U» se publicó como sencillo principal del álbum el 16 de mayo de 2006, alcanzando los diez primeros puestos de varias listas, tras pasar un mes en el número tres de la lista estadounidense “”Billboard“” Hot 100 y siete semanas en el primer puesto de la lista US Airplay, recibiendo la certificación de Platino de la Recording Industry Association of America y vendiendo más de un millón de descargas digitales. El vídeo musical oficial del tema presentaba a Cassie en un ensayo de baile en solitario, lo que provocó comparaciones con los visuales de «The Pleasure Principle» de Janet Jackson de 1987. Cassie, fan de Jackson, explicó que el concepto surgió de Mottola y Diddy, que le sugirieron la idea después de ver sus vídeos de ensayo bailando sola frente al espejo.
«Long Way 2 Go» se lanzó como segundo sencillo del álbum en septiembre de 2006. No funcionó tan bien como su predecesor en los Estados Unidos, alcanzando sólo el número noventa y siete en el Hot 100. Su vídeo musical, sin embargo, alcanzó la cima de la lista. Su vídeo musical, sin embargo, alcanzó el número tres en el programa de MTV Total Request Live, y el sencillo obtuvo buenos resultados a nivel internacional, alcanzando los cuarenta primeros puestos en varios países, además del número doce en la UK Singles Chart. A pesar de los rumores de que un tercer sencillo sería «Ditto» o «Kiss Me», «Long Way 2 Go» fue el último en salir de la campaña del álbum.

## Crítica
Tras su lanzamiento, "Cassie" recibió críticas generalmente positivas de los críticos musicales. Chris Richards de The Washington Post lo describió como "Uno de los mejores álbumes pop lanzados este año, suena como si viniera del espacio exterior. O del futuro. O tal vez solo del cielo", y agregó que "la voz de Cassie es increíblemente dulce y algo hipnótica". Rob Sheffield de Rolling Stone elogió la producción de Leslie, "un maestro del gancho electro minimalista, ya sea que busque una balada de R&B ("Kiss Me") o hip-hop ("Long Way 2 Go")", mientras que Cassie "brilla con su sobria frescura", destacando "What Do U Want" por mezclar "bhangra con las Go-Go's [...] Pero todo el álbum se desliza sobre el ritmo hipnótico de "Me and U"."
En Slant Magazine, Sal Cinquemani también elogió la producción, haciendo comparaciones entre Cassie y Janet Jackson, y continuó diciendo que "el álbum, que dura solo un poco más de media hora, juega con las fortalezas de la cantante, maximizando su rango limitado al mantener las canciones cortas y la producción simple". Mallory O'Donnell de Stylus Magazine llamó a la voz de Cassie "confección", afirmando que ella "posee una voz que es como un caramelo: dulce, simple y transparente cuando la estiras como un caramelo", señalando el potencial en "La presencia vocal de Cassie aún está en desarrollo".  Escribiendo para Los Angeles Times, Casey Dolan consideró que Cassie "ha creado un álbum que encaja fácilmente en la nueva corriente híbrida del R&B con guiños al hip-hop y al pop. Su distintiva interpretación vocal es suave y lánguida, a diferencia de casi todos los demás cantantes que te gritan hasta que te sometas", y continúa diciendo que "coquetea hábilmente con temas adultos pero de una manera juvenil".
Kelefa Sanneh de The New York Times dijo que el álbum "domina las canciones de R&B-lite sobre ritmos de la era espacial", y destacó la canción "Ditto" como una destacada. El editor de AllMusic, Andy Kellman, comentó que "Como vocalista, Cassie tiene suficiente carácter y habilidad para vender su material sin fallar. Y nunca dejará de haber una necesidad de una vocalista que no maneje cada etapa de una relación como si su vida dependiera de ello". Dorian Lynskey de Blender escribió: "Incluso el tiempo de ejecución de 35 minutos indica un autocontrol poco común que hace de este el debut de R&B más consistentemente cautivador desde el de Kelis". Steve Jones de USA Today sintió que a pesar de las limitaciones vocales, Cassie es "lo suficientemente atractiva como para mantener las cosas interesantes". Clover Hope de Billboard afirmó que el álbum "ofrece melodías sexys y relajadas, baladas delicadas y jams bailables de medio tiempo" y sus "susurrantes ejecuciones de piano y líneas de bajo simples crean una experiencia auditiva fresca". En una reseña editorial en Amazon.com, Tammy La Gorce opinó que, aparte de los sencillos, "este breve disco avanza a los tumbos por la grandeza de sus ritmos. Sin embargo, hay que reconocerle a Cassie el mérito de haber inventado un montón de actitud, y la han calificado de "maestra del descaro, gurú de la astucia".

## Impacto y reedición en vinilo
A lo largo de la década posterior al lanzamiento del álbum y con su siguiente álbum programado y archivado dos veces, Cassie desarrolló un culto. Se le ha acreditado como una de las pioneras de la música de Cassie. "R&B experimental", y se llamó la atención sobre "cuánto ha estado constantemente por delante de las tendencias como la ola del R&B atmosférico". "La voz de Cassie es el tipo de voz que exige tu atención sin importarle si la obtiene o no", explicó Emma Garland de Noisey, "Es espaciosa, seductora y rayana en la melancolía, por lo que su material ha sido ampliamente sampleado y remezclado por una lista interminable de artistas y productores". Su álbum debut fue objeto de mayor reconocimiento, particularmente en el circuito de la underground. "Me & U" se clasificó en varias listas de "Lo mejor de..." de The Guardian, Complex y The Village Voice, entre otros. "["Me & U"] recordó la frialdad criptoemocional de Cameo alrededor de "Single Life", y demostró ser el álbum más refrescante y minimalista. "Cassie es el éxito de R&B del año", dijo Stephen Troussé para Pitchfork, mientras que Marc Hogan escribió para la misma publicación: "[Cassie] no ha tenido una mala racha en su segundo álbum, porque al momento de la publicación, [ella] todavía no ha lanzado un segundo álbum. Su debut homónimo de 2006 [...] podría haber sido suficiente".
En octubre de 2014, Fact informó que el álbum debut de Cassie aparecería en vinilo por primera vez, calificándolo de "influyente" y El 10 de julio de 2015, el LP fue lanzado por Be With Records, un sello discográfico inglés que se especializa en reeditar material no disponible. Descrito como un "seductor debut" y un "clásico nocturno del electro-soul frío", fue oficialmente licenciado y grabado en Abbey Road Studios, y continuó: "Los agudos oscuros e hipnóticos junto con la interpretación de reina de hielo de Cassie hicieron que este disco se destacara de la cansada multitud del R&B convencional de ese momento. Todavía suena total y extrañamente único".  Se celebró una fiesta de lanzamiento en el club Miranda del Ace Hotel London el 10 de julio de 2015.
La reedición fue aclamada por la crítica. Mikey Jones de Fact nombró a Cassie una "reedición que hay que escuchar", que "reafirma el culto que sigue el álbum y su influencia continua". Apareció en el número nueve de su lista de fin de año de "Mejores reediciones de 2015", afirmando que "el tiempo ha sido benévolo con el álbum y su belleza lúdica y modernista". Escribiendo para Record Collector, Paul Bowler señaló las canciones "About Time" y "Kiss Me" como ejemplos de primera clase del "alma resbaladiza de este talento oculto" y "su voz sedosa, sensual y conmovedora -a veces vulnerable, en otras gélidamente fresca [... son] el complemento perfecto para las cepas más duras y callejeras del R&B" y más tarde fue elegido como la mejor reedición de 2015 por la revista. Bleep.com publicó: "este disco allanó el camino para una serie de sonidos R&B creados para la radio que escuchamos hoy", comparando su producción minimalista con la de DJ Mustard, mientras que Norman Records también hizo referencia a su impacto. The Quietus lo clasificó como sexto entre las 100 mejores reediciones, compilaciones, mezclas de DJ, álbumes en vivo y otros lanzamientos de 2015, "con su producción ultra nítida y económica, ganchos gigantes y brillantes y bajos ultra satisfactorios, con pistas divididas uniformemente entre R&B de club y pop puro". Mientras tanto, Cassie apareció en el puesto número veinte en las "30 mejores reediciones de vinilo de 2015" de The Vinyl Factory, comentando que el disco "es tan oscuro y sexy que debería venir con una advertencia de salud mientras la voz de Cassie cabalga sobre algunos de los ritmos más mínimos y fríos jamás grabados". En 2021, Rolling Stone lo nombró una de las mayores "maravillas de un solo álbum" en la historia de la música, describiéndolo como "el álbum de R&B más brillantemente minimalista de su era".

## Rendimiento comercial
Cassie debutó en el puesto número cuatro de la lista estadounidense de Billboard 200 el 26 de agosto de 2006, con 100.374 copias vendidas en su primera semana. Se mantuvo entre los veinte primeros durante dos semanas, entre los cuarenta primeros durante tres semanas y en la lista durante trece semanas. En abril de 2008, el álbum había vendido 321.000 copias en los Estados Unidos. Se ubicó en otros territorios internacionales importantes, incluyendo Francia en el puesto cuarenta y ocho, Alemania en el puesto ochenta y dos, mientras que alcanzó su punto máximo en los Países Bajos en el puesto setenta y ocho. En Suiza, alcanzó el puesto número cincuenta y siete, en Bélgica, Valonia, el puesto número setenta y ocho y en Flandes, el puesto noventa y seis. El álbum apareció en el puesto número seis en las listas ARIA de álbumes de éxito australianos y en el puesto número trece en las listas ARIA de álbumes urbanos australianos.
También alcanzó el puesto número treinta en el top cuarenta de Oricon Japón y el puesto número treinta y tres en la lista de álbumes del Reino Unido, alcanzando el puesto número tres en la lista de álbumes de R&B del Reino Unido y recibiendo una certificación de plata por parte de la industria fonográfica británica por ventas combinadas de más de 60 000 en 2015. Cassie había vendido 650.000 copias en todo el mundo hasta enero de 2010.

## Lista de canciones
| Cassie – Standard edition |                                    |                             |          |  |
| N.º                       | Título                             | Producer(s)                 | Duración |  |
| 1.                        | «Me & U»                           | Leslie                      | 3:12     |  |
| 2.                        | «Long Way 2 Go»                    | Leslie                      | 3:39     |  |
| 3.                        | «About Time»                       | Leslie                      | 3:33     |  |
| 4.                        | «Kiss Me»                          | Leslie                      | 4:07     |  |
| 5.                        | «Call U Out»                       | Leslie                      | 3:32     |  |
| 6.                        | «Just One Nite»                    | Leslie                      | 4:06     |  |
| 7.                        | «Hope You're Behaving (Interlude)» | Leslie                      | 0:36     |  |
| 8.                        | «Not with You»                     | Leslie Uness                | 3:17     |  |
| 9.                        | «Ditto»                            | Leslie                      | 3:34     |  |
| 10.                       | «What Do U Want»                   | Leslie G. Masterson H. Rock | 3:13     |  |
| 11.                       | «Miss Your Touch»                  | Leslie C. Maurice           | 2:33     |  |
| 35:22                     |                                    |                             |          |  |

| Cassie — South Asian digital edition (bonus track) |                             |                                 |          |  |
| N.º                                                | Título                      | Producer(s)                     | Duración |  |
| 12.                                                | «When Your Body Is Talking» | Park Tae Kwon Seo "Bomb" Leslie | 3:43     |  |
| 39:05                                              |                             |                                 |          |  |

| Cassie — Circuit City edition (bonus track) |                           |             |          |  |
| N.º                                         | Título                    | Producer(s) | Duración |  |
| 13.                                         | «Can't Do It Without You» | Leslie      | 3:55     |  |
| 43:00                                       |                           |             |          |  |

| Cassie — Japanese edition (bonus track) |                                       |             |          |  |
| N.º                                     | Título                                | Producer(s) | Duración |  |
| 13.                                     | «Me & U» (Remix con Diddy & Yung Joc) | Leslie      | 4:48     |  |
| 43:53                                   |                                       |             |          |  |

| Cassie — Target edition (bonus DVD content) |                                |          |  |
| N.º                                         | Título                         | Duración |  |
| 1.                                          | «No Regrets – The EPK»         |          |  |
| 2.                                          | «The Making of "Me & U" Video» |          |  |
| 3.                                          | «Me & U» (Music video)         |          |  |

Notas
- "Kiss Me" contiene interpolaciones de la composición "T-Shirt" escrita por Davis, Hamler, Harris, Knowles, Rowland y Williams, e interpretada por Destiny's Child.

## Posicionamiento en listas

### Listas semanales
| Listas (2006)                                    | Máxima posición |
| ------------------------------------------------ | --------------- |
| Alemania (Offizielle Top 100)                    | 82              |
| Australia Australian Hitseekers Albums (ARIA)    | 6               |
| Australia Australian Urban Albums (ARIA)         | 13              |
| Bélgica (Ultratop Flandes)                       | 96              |
| Bélgica (Ultratop Valonia)                       | 78              |
| Canadá Canadian Albums (Nielsen SoundScan)       | 29              |
| Estados Unidos US Billboard 200                  | 4               |
| Estados Unidos US R&B/Hip Hop Albums (Billboard) | 2               |
| Francia (SNEP)                                   | 48              |
| Japón (Oricon)                                   | 30              |
| Países Bajos (Album Top 100)                     | 78              |
| Reino Unido (UK Albums Chart)                    | 33              |
| Reino Unido (UK R&B Albums)                      | 3               |
| Suiza (Schweizer Hitparade)                      | 57              |

### Listas de fin de año
| Listas (2006)                                    | Posición |
| ------------------------------------------------ | -------- |
| Estados Unidos US R&B/Hip Hop Albums (Billboard) | 96       |

## Créditos y personal
Créditos adaptados de AllMusic y las notas del álbum Cassie.
- Eric Archibald – estilismo
- Angela Beyincé – compositora
- Cassie – voz, artista principal, coros, compositora
- Champion Entertainment Organization – dirección
- Sean "Diddy" Combs – productor ejecutivo
- Vidal Davis – compositor
- Brandon Fletcher – compositor
- Chris Gehringer – masterización
- Akisia Grigsby – directora creativa, diseño
- Garrett Hamler – compositor
- Andre Harris – compositor
- Beyoncé Knowles – compositora
- Kevin Krouse – ingeniero, mezcla
- Charlie Langella – fotografía
- Ryan Leslie – arreglista, producción de audio, ingeniero, productor ejecutivo, instrumentación, personal principal, mezcla, piano, productor, programación, varios instrumentos, voz
- Youness Maroufi – coros, compositor, productor, programación
- Galadriel Masterson – ingeniero, compositor, voces adicionales
- Chino Maurice – compositor, guitarras, productor
- Gwendolyn Niles – productora ejecutiva, directora de proyectos
- Harve Pierre – coproductor ejecutivo
- Hopey Rock – ingeniero, compositor, guitarras, personal principal, voces adicionales
- Kelendria Rowland – compositora
- Warwick Saint – fotografía
- Corey Williams – compositor
- Tenitra Williams – compositora
- Ed Woods – productor ejecutivo
- Brandee Younger – arpa, personal principal

## Historial de Lanzamiento
| Región         | Fecha                 | Formatos            | Discográfica                   | Ref.   |
| -------------- | --------------------- | ------------------- | ------------------------------ | ------ |
| Estados Unidos | 8 de agosto de 2006   | CD descarga digital | Bad Boy NextSelection Atlantic |        |
| Reino Unido    | 28 de agosto de 2006  | CD descarga digital | Bad Boy NextSelection Atlantic |        |
| Japón          | 11 de octubre de 2006 | CD descarga digital | Warner Music Japan             | [ 69 ] |
| Reino Unido    | 10 de julio de 2015   | Vinilo              | Be With Records                | [ 52 ] |